# Stegopelta
Stegopelta ist eine wenig bekannte Gattung der Vogelbeckensaurier (Ornithischia) aus der Gruppe der Ankylosauria.
Von Stegopelta sind nur bruchstückhafte und schlecht erhaltene Fossilien bekannt, darunter Wirbel, Teile des Beckens, der Gliedmaßen, einzelne Knochenplatten und Stacheln sowie Fragmente des Oberkiefers. Wahrscheinlich war sein Körper mit einer Panzerung aus Knochenplatten sowie knöchernen Dornen bedeckt, deren genaue Anordnung aber unbekannt bleibt. 
Wie alle Ankylosaurier dürfte er ein robuster, vierbeiniger Dinosaurier gewesen sein, der sich von Pflanzen ernährte. Seine Gesamtlänge wird auf 4 bis 6 Meter geschätzt.
Die Funde wurden in der Frontier-Formation im US-Bundesstaat Wyoming entdeckt und 1905 erstbeschrieben. Der Name leitet sich von den griechischen Wörtern στεγος/stegos (=„Dach“) und πελτα/pelta (=„Schild“) ab, Typusart ist S, landerensis. Die Funde werden in die frühe Oberkreide (Unteres Cenomanium) auf ein Alter von etwa 100 bis 96 Millionen Jahre datiert.
Aufgrund der spärlichen und schlecht erhaltenen Funde ist es unklar, ob es sich bei Stegopelta um eine gültige Gattung oder, wie manchmal vermutet, um ein Synonym von Nodosaurus handelt. Auch die systematische Stellung innerhalb der Ankylosauria ist unklar.